# Tân Phong (Đồng Nai)
Tân Phong is een phường van Biên Hòa, de hoofdstad van de Vietnamese provincie Đồng Nai.
Tân Phong ligt in het noorden van de stad, waar ook de Vliegbasis Biên Hòa zich bevindt. Ten oosten van Tân Phong ligt Trảng Dài en ten noorden ligt Thạnh Phú, een plaats in het district Vĩnh Cửu. Ten westen ligt Dĩ An, een stad in de provincie Bình Dương. Ten zuiden van Tân Phong liggen de phường Bửu Long, Trung Dũng en Tân Tiến.